# 柳澤嘉一郎
柳澤 嘉一郎（やなぎさわ かいちろう、1931年4月3日- ）は、日本の生命科学者、筑波大学名誉教授。妻は柳澤桂子。

## 略歴
長野県諏訪市出身。長野県諏訪清陵高等学校を経て、1954年東北大学理学部生物学科卒業、1963年コロンビア大学大学院修了、1970年東北大学理学博士。ブランダイス大学、スローン・ケタリング癌研究所、東京都立アイソトープ研究所遺伝研究室、1975年東京教育大学教授、1976年筑波大学教授、1995年定年退官、名誉教授。柳澤研究室出身者に相賀裕美子国立遺伝学研究所名誉教授など。

## 受賞歴
- 2004年 『ヒトという生きもの』で第52回日本エッセイスト・クラブ賞受賞。

## 著書
- 『遺伝子の科学』丸善 1985
- 『ヒトという生きもの』草思社、2003年
- 『利他的な遺伝子 ヒトにモラルはあるか』筑摩選書 2011

共著
- 『遺伝学』篠遠喜人共著、岩波全書、1965

### 翻訳
- アーウィン・ハーマン・ハスコウィッツ『現代遺伝学』柳沢桂子共訳　岩波書店、1970年
- L.C.ダン『人間の多様性と進化』みすず書房 みすず科学ライブラリー 1972
- トーマス D.ブロック『微生物学概論』関文威共訳 共立出版 1977-78
- ルネ・ジュール・デュボス『生命科学への道 エイブリー教授とDNA』岩波現代選書、1979年

## 論文
- 柳澤嘉一郎